# Флора Японии
Флора Японии включает в себя те виды растений, что произрастают на территории японского архипелага. Многие из них являются эндемиками страны.

## Разнообразие видов
Флора Японии отличается видовым разнообразием. Из примерно 5600 видов сосудистых растений, 40 % — эндемики. Такое видовое своеобразие объясняется широтными и высотными отличиями местности, различием климатических условий вследствие муссонов, а также наличием в далёком прошлом общих участков суши с материком.

## Вегетационные типы
Япония состоит из четырёх более или менее выраженных вегетационных зон, разграниченных по режиму температуры и осадков:
альпийский регион, субальпийский регион, регион летних широколиственных лесов и регион вечнозелёных широколиственных лесов.
Вследствие значительной протяженности страны с севера на юг, а также преобладания гористой местности (с высотой до 3000 м и выше), вегетационные зоны Японии различаются по широте и по долготе: вечнозелёные леса расположены преимущественно в южной половине архипелага, тогда как представители других трёх поясов встречаются всё чаще при продвижении на север и вблизи гор.

### Регион вечнозелёных широколиственных лесов
Зона вечнозелёных широколиственных лесов охватывает южную половину Японии и типична для островов Рюкю, Сикоку и Кюсю, как и для юго-западных частей острова Хонсю. Этот регион простирается до высоты 750 м вблизи Токио. В прибрежных лесах к доминирующим видам принадлежат Castanopsis cuspidata и Machilus thunbergii. Вдали от побережья преобладают деревья из рода Дуб. На нижнем ярусе распространены камелия японская, Neolitsea sericea, аукуба японская и Eurya japonica. Все растения этого пояса относятся к вечнозелёным.

### Регион летних широколиственных лесов
Эти леса встречаются в центральной Японии на высоте свыше 1 км и в различных частях Хоккайдо, на высотах между 700 и 1600 м. Наиболее часто встречаются деревья вида Fagus crenata. Для западной части островов типичны деревья видов Daphniphyllum macropodum, Cephalotaxus harringtonii и аукуба японская. На тихоокеанском побережье и в прилегающих районах важнейшими видами считаются вяз японский, Arachniodes standishii и Laportea macrostachya. Эти земли, вследствие хозяйственной деятельности человека, в значительной степени лишились своих прежних лесов. Расчищенные площади нередко занимают такие виды, как лиственница Кемпфера, криптомерия японская и хиноки.

### Альпийский и субальпийский регионы
На Хонсю, примерно между 1600 и 2500 м, и на Хоккайдо (на чуть меньших высотах) характерными представителями субальпийского пояса являются брусника, тайник сердцевидный, вакциниум овалолистный; из деревьев — Tsuga diversifolia и лиственница Кемпфера.
На высоте свыше 2500 м распространение растительности ограничено частыми снегопадами и высокогорными ветрами. Среди растений, приспособленных к подобным условиям, можно отметить немногочисленные цветковые семейства Вересковые.